# Teun van Dijk
Teun Adrianus van Dijk (ur. 7 maja 1943 w Naaldwijk, Holandia) – holenderski językoznawca specjalizujący się początkowo w lingwistyce kognitywnej, lingwistyce tekstu, analizie dyskursu, a obecnie w szczególności krytycznej analizie dyskursu (KAD), której jest jednym z prekursorów.
Jest założycielem sześciu międzynarodowych czasopism naukowych: Poetics, Text (obecnie Text & Talk), Discourse & Society, Discourse Studies, Discourse & Communication oraz Discurso & Sociedad.
W okresie od 1968 do 2004 Teun A. van Dijk był wykładowcą na Universiteit van Amsterdam. Od 1999 pracuje na Uniwersytecie Pompeu Fabry w Barcelonie.

## Wybrane książki w języku angielskim
- Some aspects of text grammars. A Study in theoretical poetics and linguistics. The Hague: Mouton, 1972.
- Text and context. Explorations in the semantics and pragmatics of discourse. London: Longman, 1977.
- Macrostructures. An interdisciplinary study of global structures in discourse, interaction, and cognition. Hillsdale, NJ: Erlbaum.
- Studies in the pragmatics of discourse. The Hague/Berlin: Mouton, 1981.
- Prejudice in discourse. Amsterdam: Benjamins, 1984.
- Communicating Racism. Ethnic Prejudice in Thought and Talk. Newbury Park, CA: Sage, 1987.
- News as Discourse. Hillsdale, NJ: Erlbaum, 1988.
- News Analysis. Case studies of international and national news in the press. Hillsdale, NJ: Erlbaum, 1988.
- Racism and the Press. London: Routledge, 1991.
- Elite discourse and racism. Newbury Park, CA: SAGE, 1993.
- Ideology: A Multidisciplinary Approach. London: Sage, 1998.
- Discourse and racism in Spain and Latin America. Amsterdam: Benjamins, 2005.
- Discourse and Context. A sociocognitive approach. Cambridge: Cambridge University Press, 2008.
- Society and Discourse. How social contexts control text and talk.. Cambridge: Cambridge University Press, 2008 (in press)
- Discourse and Power. Contributions to Critical Discourse Studies. Houndsmills: Palgrave MacMillan, 2008.
- Strategies of Discourse Comprehension. with Walter Kintsch. New York: Academic Press, 1983.

### Wybrane tomy pod redakcją
- Pragmatics of language and literature. Amsterdam: North Holland, 1976.
- Handbook of Discourse Analysis. 4 vols. London: Academic Press, 1985.
- Discourse and communication. Berlin/New York: de Gruyter, 1985.
- Discourse Studies. A multidisciplinary introduction. 2 vols. London: Sage, 1997.
- Discourse Studies. 5 vols. Sage Benchmark Series. New Delhi: Sage, 2007.
- Discourse and Discrimination. With Geneva Smitherman-Donaldson. Detroit, MI: Wayne State University Press, 1988.
- Racism at the Top. Parliamentary Discourses on Ethnic Issues in Six European Countries. With Ruth Wodak. Klagenfurt: Drava Verlag, 2000.
- Communicating Ideologies. Multidisciplinary Perspectives on Language, Discourse and Social Practice. With Martin Pütz and JoAnne Neff-van Aertselaer. Frankfurt/Main: Peter Lang, 2004.